# Varilla
Varilla A.Gray, 1849 è un genere di piante spermatofite dicotiledoni della famiglia Asteracee, diffuso nel Nuovo Mondo. È l'unico genere della sottotribù Varillinae.

## Etimologia
Il nome del genere deriva dalla parola spagnola "varilla" (= verga o bacchetta) ed è stato definito per la prima volta dal botanico statunitense Asa Gray (1810-1888) nella pubblicazione "Memoirs of the American Academy of Arts and Sciences - ser. 2, 4(1): 106" del 1848; la sottotribù è stata definita dai botanici contemporanei Billie Lee Turner (1925-) e Albert Michael Powell (1937-) nella pubblicazione "The biology and chemistry of the Compositae - 2: 719" del 1978.

## Descrizione
Le specie di questo genere hanno un habitus arbustivo ma fragile (specialmente durante la stagione secca). L'altezza massima è di 20 – 30 cm. La parte radicale è rizomatosa.
La disposizione delle foglie lungo il caule è opposta (talvolta è alterna lungo i peduncoli). La lamina delle foglie ha una forma da lanceolata a lineare con margini interi. La consistenza può essere succulenta. L'inserzione sul caule è più o meno sessile. La superficie è glabra.
Le infiorescenze sono composte da capolini discoidi in posizione terminale e raggruppati in cime corimbose, oppure sono solitari con lunghi peduncoli. I capolini sono formati da un involucro a forma da campanulata a emisferica, composto da diverse squame (da 45 a 60) subuguali disposte su 2 - 3 (fino a 5) serie al cui interno un ricettacolo fa da base ai fiori di tipo tubuloso (i ligulati sono assenti). Il ricettacolo ha una forma conica ed è provvisto di pagliette a protezione della base dei fiori. Le squame, a forma da lanceolato-lineare a subulata, possiedono dei prominenti condotti mediani rossastri. Diametro dell'involucro: 5 – 8 mm.
Formula fiorale: per queste piante viene indicata la seguente formula fiorale:
* K 0/5, C (5), A (5), G (2), infero, achenio
I fiori (da 60 a 150) sono tetraciclici (a cinque verticilli: calice – corolla – androceo – gineceo) e pentameri (ogni verticillo ha 5 elementi). Sono ermafroditi e fertili. Le corolle sono colorate di giallo; la superficie è pubescente con tricomi ghiandolari e dense aree resinose fra i vari fasci vascolari. La gola è cilindrica e i lobi sono strettamente triangolari. Le cellule endoteciali sono brevi con 1 - 3 ispessimenti trasversali. Il calice è ridotto ad una coroncina di squame.
L'androceo è formato da 5 stami con filamenti liberi e antere saldate in un manicotto circondante lo stilo. Le appendici delle antere hanno una forma ovata, sono glabre e talvolta, sulla faccia interna, sono ricoperte da minuti tricomi ghiandolari. Le pareti delle teche sono colorate di paglierino. Diametro del polline: 30 - 35 micrometri.
Il gineceo ha un ovario uniloculare infero formato da due carpelli.. Lo stilo è unico e con due stigmi nella parte apicale. Gli stigmi hanno una forma da troncata a fortemente acuta; sono corti e canalizzati; anche le appendici degli stigmi sono acute con numerose, minute papille (le appendici non sono vascolarizzate).
I frutti sono degli acheni con pappo. Gli acheni hanno una forma cilindrica con 9 - 11 (fino a 15) coste longitudinali; è privo di carpoforo; la superficie è nera (con pareti carbonizzate) e da glabra a sparsamente pubescente. Il pappo è per lo più assente; in alcuni casi è formato da poche scaglie.

## Biologia
- Impollinazione: l'impollinazione avviene tramite insetti (impollinazione entomogama).
- Riproduzione: la fecondazione avviene fondamentalmente tramite l'impollinazione dei fiori (vedi sopra).
- Dispersione: i semi cadendo a terra sono successivamente dispersi soprattutto da insetti tipo formiche (disseminazione mirmecoria).

## Distribuzione e habitat
La distribuzione del genere è relativa agli USA (sud - ovest) e al Messico (settentrionale).

## Tassonomia
La famiglia di appartenenza del genere (Asteraceae o Compositae, nomen conservandum) è la più numerosa del mondo vegetale e comprende oltre 23000 specie distribuite su 1535 generi (22750 specie e 1530 generi secondo altre fonti). La sottofamiglia (Asteroideae) è una delle 12 sottofamiglie nella quale è stata suddivisa la famiglia Asteraceae, mentre Tageteae è una delle 21 tribù della sottofamiglia. La tribù Tageteae a sua volta è suddivisa in 6 sottotribù (Varillinae è una di queste).

### Filogenesi

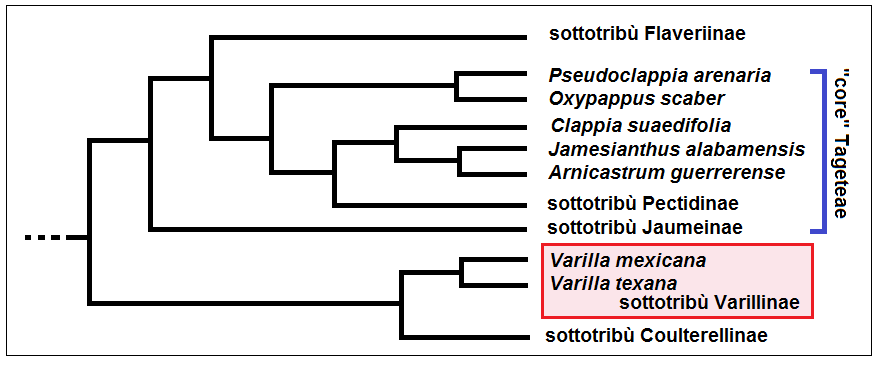
Cladogramma della sottotribù

Tradizionalmente la sottotribù Varillinae (e quindi il genere di questa voce) viene inclusa nella tribù Heliantheae. Ma recenti analisi di tipo filogenetico sul DNA delle specie del genere Varilla hanno evidenziato un clade appartenente alla tribù delle Tageteae; in particolare questo clade è “gruppo fratello” del clade contenente le specie della sottotribù Coulterellinae e a sua volta entrambi questi gruppi sono “gruppo fratello” del "core" delle Tageteae.
Il cladogramma a lato tratto dalla pubblicazione citata e semplificato, mostra la posizione della sottotribù Varillinae nell'ambito della tribù Tageteae.
Il numero cromosomico delle specie del genere è: 2n = 36.

### Composizione del genere
Il genere comprende le seguenti specie:
- Varilla mexicana A.Gray

var. mexicana
var. gypsophila B.L.Turner
- Varilla texana A.Gray

Le due specie differiscono per le seguenti caratteristiche:
- V. mexicana: le foglie lungo il caule sono disposte in modo opposto; i gambi sono colorati di verdastro (diventano bruni con l'età); l'infiorescenza è di tipo corimboso; le gole dei tubulosi si ampliano bruscamente alla base; i peli alla base della corolla hanno ghiandole punteggiate; il pappo è una escrescenza apicale dell'achenio.
- V. texana: le foglie lungo il caule sono disposte in modo rigorosamente alternato; il fusto con il tempo diventa biancastro; le infiorescenze sono composte da capolini solitari; le gole dei fiori tubulosi non si ampliano bruscamente alla base e non sono ricoperta da peli ghiandolosi; gli acheni sono glabri.

I caratteri in comune sono invece l'anatomia delle pareti dell'achenio, l'anatomia delle cellule dei lobi delle corolle, le dense aree resinose fra i vari fasci vascolari e la morfologia dello stilo.